# Universidad Epoka
La Universidad Epoka (en albanés, Universiteti Epoka, UE) es una organización privada sin ánimo de lucro fundada en 2007 en Tirana, Albania. La universidad recibió la acreditación por parte de la Agencia de Acreditación de Estudios Universitarios de Albania en 2011. Ofrece licenciaturas, Maestría en Ciencias, Máster Profesional y doctorados. Hay seis programas de Doctorado que son administradas únicamente por profesorado de la Universidad Epoka : Arquitectura, Ingeniería Civil, Ingeniería de la computación, Economía, Ciencias Políticas y Relaciones Internacionales y Administración de empresas. Ofrece un título conjunto con la Universidad Metropolitana de Leeds.
En el Ranking de Universidades del Mundo, la UE ocupa el primer lugar entre las universidades de Albania.
La universidad se identifica a sí misma como una organización secular; fuentes independientes afirman que es parte del movimiento Gülen, que ha estado activo en Albania desde 1992 y es propietario de numerosas escuelas a través de Turgut Özal Education Company.
Epoka es un distribuidor autorizado de IELTS, marca del British Council en Albania. La universidad es una de las firmantes de la  Magna Charta Universitatum y miembro de la UNESCO y de la Asociación Internacional de Universidades.
La Universidad Epoka tiene dos facultades, la Facultad de Arquitectura y de Ingeniería y la Facultad de Economía y Ciencias Administrativas, de ocho departamentos académicos, y dos centros de investigación:
- Arquitectura
- Banca y Finanzas
- Negocios y administración de la gestión
- Ingeniería Civil
- Ingeniería informática
- Electrónica y Comunicación Digital
- Economía
- Informática aplicada
- Ciencias políticas y Relaciones Internacionales
- Centro de Estudios Europeos
- Tecnologías para la Construcción

Universiteti Epoka tiene 1400 estudiantes, incluyendo 330 estudiantes de posgrado. Se atrae a estudiantes de Albania, Turquía, Kosovo, Montenegro, y el Norte de Macedonia.
El idioma de enseñanza en la Universidad Epoka es el inglés. Los programas de estudio son compatibles con el sistema de Bolonia. [cita requerida] El campus de Rinas campus está situado a 12 km del centro de la ciudad, cerca del Aeropuerto Internacional de Tirana.